# DSK Třebíč
DSK Třebíč (celým názvem: Dělnický sportovní klub Třebíč) byl československý sportovní klub, který sídlil v moravské Třebíči. Založen byl v roce 1910 a tento název nesl až do únorového převratu v roce 1948. Klubovými barvami byly černá a bílá. DSK Třebíč měl po celou historii fotbalové i hokejové mužstvo.
Největším úspěchem fotbalového oddílu byla účast ve druhé nejvyšší soutěži (1949 a 1952). V Encyklopedii našeho fotbalu (viz Literatura) je mužstvo v roce 1949 uvedeno pod názvem „Dynamo Třebíč“. Největším úspěchem oddílu ledního hokeje pak byla jednoroční účast v nejvyšší republikové soutěži v sezóně 1937/38.
Své domácí zápasy hrál od druhé poloviny 20. let 20. století na hřišti v Domcích – „na Žižkově“.

## Historické názvy
Zdroj: 
- 1910 – DSK Třebíč (Dělnický sportovní klub Třebíč)
- 1948 – DSK Dekva Třebíč (Dělnický sportovní klub Dekva Třebíč)
- 1949 – Sokol Třebíč „A“
- 1951 – ZSJ Inzav Třebíč (Závodní sokolská jednota Instalační závody Třebíč)
- 1952 – zánik v souvislosti s rozhodnutím o založení DSO Spartak Třebíč (1953–1986)

## Stručná historie klubu
Dělnický sportovní klub Třebíč byl založen roku 1910. V polovině 20. let 20. století se „Deska“ přestěhovala na hřiště v Domcích – „na Žižkově“, které je spjato s jejími největšími úspěchy. V roce 1925 absolvoval DSK Třebíč dva zahraniční zájezdy – na jaře do Polska a na podzim jako vůbec první československé mužstvo do Lotyšska a Litvy. V Pobaltí Třebíčané porazili reprezentaci Lotyšska 5:2 a o pár dní později prohráli s reprezentací Litvy 2:4. Roku 1926, kdy začal hrát v župním mistrovství (I. A třída BZMŽF – Bradova západomoravská župa footballová), zvítězil DSK v Třebíči mj. nad SK Viktoria Plzeň 4:3 a dál podnikal zájezdy do zahraničí (Lotyšsko, Litva, Polsko a Finsko). Rostoucí popularita klubu, který se hned v první sezoně v I. A třídě BZMŽF (jedna ze skupin 3. nejvyšší soutěže) umístil na třetí příčce tabulky za SK Židenice a SK Moravská Slavia Brno, vábila další diváky – přátelská utkání s AFK Bohemians či rakouským SK Sturm Graz sledovalo na 1 200 diváků, mistrovské utkání s SK Židenice vidělo nejméně 1 500 lidí. V roce 1927 byl DSK jediným fotbalovým klubem v Třebíči, jelikož ostatní kluby, které byly ve městě zakládány od roku 1907, postupně zanikly a pozdější tradiční rival Horácká Slavia vstoupila na scénu až následujícího roku.
Klub se díky vysokým návštěvám těšil dobré ekonomické kondici. U příležitosti oslav svého 20. výročí si „Deska“ pozvala do Třebíče přední rakouský tým First Vienna, se kterým v neděli 7. září 1930 prohrála 1:3 (poločas 1:1). Ve třicátých letech se klubu dařilo méně, přesto ještě v sezonách 1935/36 a 1936/37 patřil ke špičce I. A třídy BZMŽF. V sezoně 1938/39 však skončila „Deska“ poslední (k závěrečnému utkání do Velkého Meziříčí se nedostavila a prohrála je kontumačně) a nesestoupila jen díky rozšíření soutěže ze 14 na 16 účastníků od ročníku 1939/40. Sestup do I. B třídy nakonec přišel v ročníku 1940/41. Po třech sezonách v I. B třídě se DSK Třebíč vrátil do nejvyšší župní soutěže (1943/44), jelikož se však v ročníku 1944/45 pravidelné soutěže nehrály, na opětovný start v I. A třídě si „Deska“ musela počkat až do sezony 1945/46.
Od ročníku 1946/47 včetně byla I. A třída BZMŽF rozdělena na dvě skupiny – okrsky: I., tzv. brněnský/horácký a II., tzv. slovácký. V sezoně 1947/48 „Deska“ zvítězila v I. okrsku a po úspěšné kvalifikaci s SK Moravia Hodonín (vítěz II. okrsku) si vybojovala právo startu ve druhé nejvyšší soutěži. K tomu však vinou jedné z poúnorových reorganizací nedošlo a do druhé ligy se probila až o rok později už pod názvem DSK Dekva Třebíč. V lednu 1949 byl klub přejmenován na Sokol Třebíč „A“ a poslední dvě sezony působil jako ZSJ Instalační závody Třebíč (zkráceně uváděno jako ZSJ Inzav, nebo Invaz). Zanikl v roce 1952, kdy bylo rozhodnuto o vytvoření DSO Spartak Třebíč (1953–1986).

## Umístění v jednotlivých sezonách (oddíl fotbalu)
Stručný přehled
Zdroj: 
- 1926–1941: I. A třída BZMŽF
- 1941–1944: I. B třída BZMŽF – II. okrsek
- 1945–1946: I. A třída BZMŽF
- 1946–1948: I. A třída BZMŽF – I. okrsek
- 1948: Moravskoslezská divize – sk. Jih
- 1949: Oblastní soutěž – sk. C
- 1950–1951: Krajská soutěž II. třídy
- 1952: Krajská soutěž – Jihlava

Jednotlivé ročníky
Zdroj: 
Legenda: Z – zápasy, V – výhry, R – remízy, P – porážky, VG – vstřelené góly, OG – obdržené góly, +/− – rozdíl skóre, B – body, červené podbarvení – sestup, zelené podbarvení – postup, fialové podbarvení – reorganizace, změna skupiny či soutěže
| Československo (1926 – 1939)             |                                                             |                                                             |                                                             |                                                             |                                                             |                                                             |                                                             |                                                             |                                                             |                                                             |                                                             |
| Sezóny                                   | Liga                                                        | Úroveň                                                      | Z                                                           | V                                                           | R                                                           | P                                                           | VG                                                          | OG                                                          | +/−                                                         | B                                                           | Pozice                                                      |
| 1926                                     | I. A třída BZMŽF                                            | –                                                           | 5                                                           | 3                                                           | 0                                                           | 2                                                           | ...                                                         | ...                                                         | ...                                                         | 6                                                           | 3.                                                          |
| 1927                                     | I. A třída BZMŽF                                            | –                                                           | 5                                                           | ...                                                         | ...                                                         | ...                                                         | ...                                                         | ...                                                         | ...                                                         |                                                             |                                                             |
| 1928                                     | I. A třída BZMŽF                                            | –                                                           | 5                                                           | ...                                                         | ...                                                         | ...                                                         | ...                                                         | ...                                                         | ...                                                         |                                                             |                                                             |
| 1929                                     | I. A třída BZMŽF                                            | 3                                                           | 7                                                           | 4                                                           | 2                                                           | 1                                                           | ...                                                         | ...                                                         | ...                                                         | 10                                                          | 4.                                                          |
| 1930                                     | I. A třída BZMŽF                                            | 3                                                           | 5                                                           | ...                                                         | ...                                                         | ...                                                         | ...                                                         | ...                                                         | ...                                                         |                                                             | 4.                                                          |
| 1930/31                                  | I. A třída BZMŽF                                            | 3                                                           | 10                                                          | 2                                                           | 2                                                           | 6                                                           | 19                                                          | 26                                                          | −7                                                          | 6                                                           | 6.                                                          |
| 1931/32                                  | I. A třída BZMŽF                                            | 3                                                           | 12                                                          | 4                                                           | 2                                                           | 6                                                           | 21                                                          | 27                                                          | −6                                                          | 10                                                          | 6.                                                          |
| 1932/33                                  | I. A třída BZMŽF                                            | 3                                                           |                                                             | ...                                                         | ...                                                         | ...                                                         | ...                                                         | ...                                                         | ...                                                         |                                                             |                                                             |
| 1933/34                                  | I. A třída BZMŽF                                            | 3                                                           | 18                                                          | 6                                                           | 4                                                           | 8                                                           | 36                                                          | 41                                                          | −5                                                          | 16                                                          | 7.                                                          |
| 1934/35                                  | I. A třída BZMŽF                                            | 3                                                           | 16                                                          | 7                                                           | 2                                                           | 7                                                           | 31                                                          | 41                                                          | −10                                                         | 16                                                          | 6.                                                          |
| 1935/36                                  | I. A třída BZMŽF                                            | 3                                                           | 17                                                          | 10                                                          | 0                                                           | 7                                                           | 56                                                          | 38                                                          | +18                                                         | 20                                                          | 3.                                                          |
| 1936/37                                  | I. A třída BZMŽF                                            | 3                                                           | 21                                                          | 13                                                          | 0                                                           | 8                                                           | 47                                                          | 38                                                          | +9                                                          | 26                                                          | 2.                                                          |
| 1937/38                                  | I. A třída BZMŽF                                            | 3                                                           | 26                                                          | ...                                                         | ...                                                         | ...                                                         | ...                                                         | ...                                                         | ...                                                         |                                                             |                                                             |
| 1938/39                                  | I. A třída BZMŽF                                            | 3                                                           | 26                                                          | ...                                                         | ...                                                         | ...                                                         | ...                                                         | ...                                                         | ...                                                         |                                                             | 14.                                                         |
| Protektorát Čechy a Morava (1939 – 1945) |                                                             |                                                             |                                                             |                                                             |                                                             |                                                             |                                                             |                                                             |                                                             |                                                             |                                                             |
| Sezóny                                   | Liga                                                        | Úroveň                                                      | Z                                                           | V                                                           | R                                                           | P                                                           | VG                                                          | OG                                                          | +/−                                                         | B                                                           | Pozice                                                      |
| 1939/40                                  | I. A třída BZMŽF                                            | 3                                                           | 30                                                          | 13                                                          | 4                                                           | 13                                                          | 89                                                          | 101                                                         | −12                                                         | 30                                                          | 10.                                                         |
| 1940/41                                  | I. A třída BZMŽF                                            | 3                                                           | 30                                                          | ...                                                         | ...                                                         | ...                                                         | ...                                                         | ...                                                         | ...                                                         |                                                             | 16.                                                         |
| 1941/42                                  | I. B třída BZMŽF – II. okrsek                               | 4                                                           | 24                                                          | ...                                                         | ...                                                         | ...                                                         | ...                                                         | ...                                                         | ...                                                         |                                                             |                                                             |
| 1942/43                                  | I. B třída BZMŽF – II. okrsek                               | 4                                                           | 26                                                          | ...                                                         | ...                                                         | ...                                                         | ...                                                         | ...                                                         | ...                                                         |                                                             |                                                             |
| 1943/44                                  | I. B třída BZMŽF – II. okrsek                               | 4                                                           | 26                                                          | ...                                                         | ...                                                         | ...                                                         | ...                                                         | ...                                                         | ...                                                         |                                                             | 1.                                                          |
| 1944/45                                  | Končila druhá světová válka, pravidelné soutěže se nehrály. | Končila druhá světová válka, pravidelné soutěže se nehrály. | Končila druhá světová válka, pravidelné soutěže se nehrály. | Končila druhá světová válka, pravidelné soutěže se nehrály. | Končila druhá světová válka, pravidelné soutěže se nehrály. | Končila druhá světová válka, pravidelné soutěže se nehrály. | Končila druhá světová válka, pravidelné soutěže se nehrály. | Končila druhá světová válka, pravidelné soutěže se nehrály. | Končila druhá světová válka, pravidelné soutěže se nehrály. | Končila druhá světová válka, pravidelné soutěže se nehrály. | Končila druhá světová válka, pravidelné soutěže se nehrály. |
| Československo (1945 – 1952)             |                                                             |                                                             |                                                             |                                                             |                                                             |                                                             |                                                             |                                                             |                                                             |                                                             |                                                             |
| Sezóny                                   | Liga                                                        | Úroveň                                                      | Z                                                           | V                                                           | R                                                           | P                                                           | VG                                                          | OG                                                          | +/−                                                         | B                                                           | Pozice                                                      |
| 1945/46                                  | I. A třída BZMŽF                                            | 3                                                           | 30                                                          | 14                                                          | 2                                                           | 14                                                          | 106                                                         | 103                                                         | +3                                                          | 30                                                          | 7.                                                          |
| 1946/47                                  | I. A třída BZMŽF – I. okrsek                                | 3                                                           | 22                                                          | 11                                                          | 3                                                           | 8                                                           | 68                                                          | 61                                                          | +7                                                          | 25                                                          | 6.                                                          |
| 1947/48                                  | I. A třída BZMŽF – I. okrsek                                | 3                                                           | 18                                                          | 11                                                          | 4                                                           | 3                                                           | 61                                                          | 32                                                          | +29                                                         | 26                                                          | 1.                                                          |
| 1948                                     | Moravskosleszká divize – sk. Jih                            | 3                                                           | 11                                                          | 6                                                           | 1                                                           | 4                                                           | 38                                                          | 19                                                          | +19                                                         | 13                                                          | 3.                                                          |
| 1949                                     | Oblastní soutěž – sk. C                                     | 2                                                           | 26                                                          | 6                                                           | 2                                                           | 18                                                          | 60                                                          | 103                                                         | −43                                                         | 14                                                          | 13.                                                         |
| 1950                                     | Krajská soutěž II. třídy                                    | 4                                                           | 26                                                          | ...                                                         | ...                                                         | ...                                                         | ...                                                         | ...                                                         | ...                                                         |                                                             |                                                             |
| 1951                                     | Krajská soutěž II. třídy                                    | 3                                                           | 26                                                          | ...                                                         | ...                                                         | ...                                                         | ...                                                         | ...                                                         | ...                                                         |                                                             |                                                             |
| 1952                                     | Krajská soutěž – Jihlava                                    | 2                                                           | 22                                                          | 10                                                          | 4                                                           | 8                                                           | 56                                                          | 54                                                          | +2                                                          | 24                                                          | 5.                                                          |

Poznámky:
- 1926: Soupeři byla mužstva SK Židenice (1. místo), SK Moravská Slavia Brno (2. místo), SK Královo Pole (4. místo), SK Achilles Brno (5. místo) a SK Hodonín (6. místo). Tento ročník byl hrán jednokolově.[9]
- 1927: Soupeři byla mužstva SK Achilles Brno, SK Vinohrady, SK Královo Pole, SK Moravská Slavia Brno a SK Židenice (1. místo), s nímž DSK prohrál 0:4 (branky Boček 2, Janhuber, Novák I). Tento ročník byl hrán jednokolově.[9]
- 1928: Soupeři byla mužstva DSK Brno XV, SK Královo Pole, SK Moravská Slavia Brno, SK Husovice a SK Židenice (1. místo). Tento ročník byl hrán jednokolově.[9]
- 1929: Soupeři byla mužstva SK Moravská Slavia Brno (1. místo), SK Židenice (2. místo), SK Královo Pole (3. místo), DSK Brno XV (5. místo), SK Čechie Zastávka (6. místo), SK Husovice (7. místo) a SK Moravia Brno (8. místo). Tento ročník byl hrán jednokolově.
- 1930: Soupeři byla mužstva SK Židenice (1. místo), SK Moravská Slavia Brno (2. místo), SK Žabovřesky (3. místo), SK Královo Pole (5. místo) a SK Sparta Brno (6. místo). Tento ročník byl hrán jednokolově.
- 1930/31: Soupeři byla mužstva SK Židenice (1. místo), SK Husovice (2. místo), SK Žabovřesky (3. místo), SK Olympia Brno (4. místo) a SK Moravská Slavia Brno (5. místo). Tento ročník byl hrán dvoukolově.
- 1931/32: Soupeři byla mužstva SK Sparta Brno (1. místo), SK Žabovřesky (2. místo), SK Královo Pole (3. místo), SK Moravská Slavia Brno (4. místo), SK Husovice (6. místo) a SK Olympia Brno (7. místo) – stav k 9. dubnu 1932. Na podzim 1931 se soutěže účastnil také SK Židenice. Tento ročník byl hrán dvoukolově.
- 1934/35: Chybí výsledky dvou utkání (s SK Žabovřesky a SK Moravia Brno).
- 1935/36: Chybí výsledky tří utkání.
- 1936/37: Chybí výsledek jednoho utkání.
- 1938/39: Od sestupu klub zachránilo rozšíření soutěže na 16 účastníků od sezony 1939/40.

## Umístění v jednotlivých sezonách (oddíl ledního hokeje)
Stručný přehled
Zdroj: 
- 1937–1938: 1. liga – sk. B (1. ligová úroveň v Československu)
- 1939–1943: I. A třída (2. ligová úroveň v Protektorátu Čechy a Morava)
- 1943–1945: I. A třída (3. ligová úroveň v Protektorátu Čechy a Morava)
- 1945–1946: Divize – sk. Střed (2. ligová úroveň v Československu)
- 1946–1949: Východočeská divize – sk. A (2. ligová úroveň v Československu)
- 1949–1950: Oblastní soutěž – sk. B1 (2. ligová úroveň v Československu)
- 1950–1951: Oblastní soutěž – sk. F (2. ligová úroveň v Československu)
- 1951–1952: I. A třída (2. ligová úroveň v Československu)

Jednotlivé ročníky
Zdroj: 
Legenda: ZČ - základní část, červené podbarvení - sestup, zelené podbarvení - postup, fialové podbarvení - reorganizace, změna skupiny či soutěže
| Československo (1937 – 1938)             |                             |           |          |                                       |                                  |
| Sezóny                                   | Soutěž                      | Úroveň    | ZČ       | Play-off, nadstavba, sk. o udržení... | Poznámky                         |
| 1937/38                                  | 1. liga – sk. B             | 1. úroveň | 4. místo |                                       | Reorganizace                     |
| Protektorát Čechy a Morava (1939 – 1945) |                             |           |          |                                       |                                  |
| Sezóny                                   | Soutěž                      | Úroveň    | ZČ       | Play-off, nadstavba, sk. o udržení... | Poznámky                         |
| 1939/40                                  | I. A třída                  | 2. úroveň | ?. místo |                                       |                                  |
| 1940/41                                  | I. A třída                  | 2. úroveň | ?. místo |                                       |                                  |
| 1941/42                                  | I. A třída                  | 2. úroveň | ?. místo |                                       |                                  |
| 1942/43                                  | I. A třída                  | 2. úroveň | ?. místo |                                       | Reorganizace                     |
| 1943/44                                  | I. A třída                  | 3. úroveň | ?. místo |                                       |                                  |
| 1944/45                                  | I. A třída                  | 3. úroveň | –. místo |                                       | Soutěž neodehrána + reorganizace |
| Československo (1945 – 1952)             |                             |           |          |                                       |                                  |
| Sezóny                                   | Soutěž                      | Úroveň    | ZČ       | Play-off, nadstavba, sk. o udržení... | Poznámky                         |
| 1945/46                                  | Divize – sk. Střed          | 2. úroveň | 2. místo |                                       | Reorganizace                     |
| 1946/47                                  | Východočeská divize – sk. A | 2. úroveň | 3. místo |                                       |                                  |
| 1947/48                                  | Východočeská divize – sk. A | 2. úroveň | –. místo |                                       | Soutěž nedohrána                 |
| 1948/49                                  | Východočeská divize – sk. A | 2. úroveň | 3. místo |                                       | Reorganizace                     |
| 1949/50                                  | Oblastní soutěž – sk. B1    | 2. úroveň | 2. místo |                                       | Změna skupiny                    |
| 1950/51                                  | Oblastní soutěž – sk. F     | 2. úroveň | 4. místo |                                       | Reorganizace                     |
| 1951/52                                  | I. A třída                  | 2. úroveň | ?. místo |                                       |                                  |

## ZSJ MEZ Třebíč
Závodní sokolská jednota Moravské elektrotechnické závody Třebíč vznikla po nuceném poúnorovém zániku populární Horácké Slavie Třebíč (1928–1948) jako Sokol Třebíč „B“ (1949–1950). Zanikl v roce 1952, kdy bylo rozhodnuto o vytvoření DSO Spartak Třebíč (1953–1986).

### Umístění v jednotlivých sezonách
Stručný přehled
Zdroj: 
- 1949–1950: Krajská soutěž II. třídy
- 1951–1952: Krajská soutěž – Jihlava

Jednotlivé ročníky
Zdroj: 
Legenda: Z – zápasy, V – výhry, R – remízy, P – porážky, VG – vstřelené góly, OG – obdržené góly, +/− – rozdíl skóre, B – body, červené podbarvení – sestup, zelené podbarvení – postup, fialové podbarvení – reorganizace, změna skupiny či soutěže
| Československo (1953 – 1993) |                          |        |    |     |     |     |     |     |     |    |        |
| Sezóny                       | Liga                     | Úroveň | Z  | V   | R   | P   | VG  | OG  | +/− | B  | Pozice |
| 1949                         | Krajská soutěž II. třídy | 4      | 26 | ... | ... | ... | ... | ... | ... |    |        |
| 1950                         | Krajská soutěž II. třídy | 4      | 26 | ... | ... | ... | ... | ... | ... |    |        |
| 1951                         | Krajská soutěž – Jihlava | 2      | 17 | 7   | 3   | 7   | 60  | 45  | +15 | 17 | 8.     |
| 1952                         | Krajská soutěž – Jihlava | 2      | 22 | 8   | 3   | 11  | 46  | 68  | −22 | 19 | 9.     |

Poznámky:
- 1951: Chybí výsledek jednoho utkání.[7]